# اوستشک
اوستشک (به چکی: Oseček) یک منطقهٔ مسکونی در جمهوری چک است که در ناحیه نیمبورک واقع شده‌است. اوستشک ۴٫۸۹ کیلومتر مربع مساحت و ۱۵۰ نفر جمعیت دارد و ۱۹۱ متر بالاتر از سطح دریا واقع شده‌است.